# Eialete de Bagdá
```
   |-
       |
Erro:
:  
valor não especificado para "
nome_comum
"

   |-
       | 
Erro:
:  
valor não especificado para "
continente
"
```

O Eialete de Bagdá ou Eialete de Bagdade (Turco Otomano: ایالت بغداد; Eyālet-i Baġdād) era um eialete iraquiano do Império Otomano centrado em Bagdá. Sua área relatada no século XIX era de 160000 km2.

## História
O xá safávida Ismail I tomou a região de Bagdá do Confederação do Cordeiro Branco (Aq Qoyunlu) em 1508. Após a tomada dos Safávida, os Muçulmanos Sunitas, Judeus e Cristãos tornaram-se alvos de perseguição e foram mortos por serem infiéis. Além disso, o Xá Ismail ordenou a destruição do túmulo de Abu Hanifa, fundador da escola de direito Hanafi que os Otomanos adotaram como seu guia legal oficial.
Em 1534, Bagdá foi capturada pelo Império Otomano, e o eialete foi estabelecido em 1535. Entre 1623 e 1638, esteve mais uma vez em mãos iranianas. Ela foi decisivamente recapturada pelos Otomanos em 1638, e a sua posse sobre o Iraque foi acordada no Tratado de Zuabe de 1639.
Por um tempo, Bagdá foi a maior cidade do Oriente Médio. A cidade viu um revivalismo relativo na última parte do século XVIII sob um governo Mameluco amplamente autónomo. Um governo Otomano Direto foi reimposto por Ali Ridha Pasha em 1831. De 1851 a 1852 e de 1861 a 1867, Bagdá foi governada pelo Império Otomano por Mehmed Namık Pasha. A Enciclopédia Nuttall relata a população de 1907 de Bagdá como 185.000.

## Divisões Administrativas
Sanjacos do Eialete de Bagdá no século 17:
| : Sete dos dezoito Sanjacos deste eialete foram divididos em ziametes e Timares 1. Sanjaco de Hilla 2. Sanjaco de Zeng abad 3. Sanjaco deJavazar 4. Sanjaco de Rumahia 5. Sanjaco de Jangula 6. Sanjaco de Kara tagh 7. [o nome do sétimo sanjaco está em falta] | Os outro onze sanjacos não tinham ziametes ou Timares e estavam inteiramente no poder de seus possuidores: 1. Sanjaco de Terteng 2. Sanjaco de Samwat 3. Sanjaco de Biat 4. Sanjaco de Derneh 5. Sanjaco de Deh-balad 6. Sanjaco de Evset 7. Sanjaco de Kerneh-deh 8. Sanjaco de Demir-kapu 9. Sanjaco de Karanieh 10. Sanjaco de Kilan 11. Sanjaco de Al-sah |

## Vet também
- Iraque Otomano